# 普里莫爾斯克 (列寧格勒州)
普里莫爾斯克（俄语：Примо́рск）是俄羅斯列寧格勒州的一個城市，位於聖彼得堡西北137公里的芬蘭灣畔。2002年人口為5,332人。
1268年首見於文獻。1940年根據《莫斯科和平協定》由芬蘭割讓予蘇聯。